# Sphyraenops bairdianus
Sphyraenops bairdianus är en fiskart som beskrevs av Poey, 1861. Sphyraenops bairdianus ingår i släktet Sphyraenops och familjen Epigonidae. Inga underarter finns listade i Catalogue of Life.